# Clifton Campville
Clifton Campville est un village et une paroisse civile du Staffordshire, en Angleterre.